# Monster Voodoo Machine
Monster Voodoo Machine ist eine kanadische Industrial-Metal-Band aus Toronto, die 1991 gegründet wurde und seitdem mit Unterbrechungen aktiv ist.

## Geschichte
Die Band wurde im Jahr 1991 von dem Sänger Adam Sewell gegründet. Ergänzt wurde die Besetzung durch den Gitarristen Mark Gibson, den Schlagzeuger Drew Gauley und den Bassisten Terry Landry. 1992 erschien über Epidemic Records die erste EP Burn. Der Veröffentlichung schlossen sich mehrere Touren sowie verschiedene Besetzungswechsel an. Hierbei kam Dave Rose als zweiter Gitarrist und der Keyboarder Stacey Hoskins hinzu. Aufgrund von weiteren Besetzungswechseln wurden weitere Auftritte und das Erscheinen eines Debütalbums verzögert. Gibson und Rose wurden durch Jason Cuddy und Darren Quinn ersetzt und auch Gauley hatte die Band verlassen, woraufhin Dylan Huziak seinen Posten kurzzeitig übernahm, ehe Dean Bentley das Schlagzeug permanent übernahm. Daraufhin erschien 1994 über das bandeigene Label D-Tribe Records die von Paul Raven produzierte  EP State Voodoo/State Control, der sich später im selben Jahr das Debütalbum Suffersystem anschloss. Die Aufnahmen hierzu hatten Anfang 1994 im Chicago Trax Recording Studio mit den Produzenten Jeff „Critter“ Newell und Howie Beno stattgefunden. Als Gastmusiker sind Roddy Bottum, Wesley Willis und Lesley Rankine enthalten. Nach der Veröffentlichung folgten Tourneen zusammen mit Life of Agony und Marilyn Manson. 1995 gewann das Album den Juno Award in der Kategorie „Best Hard Rock Album“. Etwas später trennte sich die Gruppe von Landry und Hoskins. Als Ersatz stießen die Soulstorm-Mitglieder Nick Sagias am Keyboard und Chris Harris am Bass dazu. 1994 und 1995 war die Band insgesamt 18 Monate auf Tournee durch Nordamerika, um Suffersystem zu bewerben, und spielte dabei unter anderem zusammen mit Carcass, Fear Factory, SNFU, Pigface, Fight, Skrew und Soulstorm. Nachdem 1996 die EP Pirate Satellite als „officially leaked demo“ (offiziell geleaktes Demo) mit einer Auflage von 2000 Stück über 45 Revolutions Records veröffentlicht worden war, verkündete die Band im August ihre Auflösung. Bereits 1997 fand sie sich wieder zusammen, jedoch ohne den Keyboarder Sagias, der sich den wiedervereinigten Soulstorm widmete. Nach weiteren Touren wurde 1998 das Album Direct Reaction Now! bei Doctor Dream Records veröffentlicht. Im selben Jahr trat die Band zusammen mit Queens of the Stone Age auf und sie nahm am Ozzfest teil. Da das Album jedoch erfolglos blieb, kam es Anfang 1999 zur erneuten Auflösung. 2007 fand sich die Band erneut zusammen, um ein weiteres Album zu veröffentlichen, das jedoch bisher noch nicht erschienen ist. Seitdem hat die Band eine Handvoll vereinzelte Auftritte abgehalten.

## Stil
Jason Anderson von Allmusic stellte fest, dass sowohl State Voodoo/State Control als auch Suffersystem „heavier“ seien als die damaligen Industrial-Metal-Vertreter wie White Zombie oder Ministry. Die Musik klinge aktueller für die damalige Zeit und habe einen mechanischen Klang. Direct Reaction Now! fehle es an jeglichen Industrial-Einflüssen. Laut Christian Graf in seinem Nu Metal und Crossover Lexikon bewegte sich die Band zwischen Metal und Industrial, wobei sie stärker zu ersterem tendiert habe. Auf Pirate Satellite habe der Elektronik- und Techno-Anteil zugenommen. Mit Direct Reaction Now! habe man versucht sich stärker den Mainstream-Metal-Fans zu widmen.
Martin Popoff schrieb in seinem Buch The Collector's Guide of Heavy Metal Volume 3: The Nineties über Suffersystem, dass hierauf Metal im Stil von Black Sabbath enthalten ist, wobei Einflüsse aus dem Industrial vorhanden seien. Der Gesang sei jedoch zu weit in den Hintergrund gemischt worden. Er würde jedoch Lieder von Clawfinger oder Skrew bevorzugen. Pirate Satellite wohne ein neuerer, leichterer Industrial-Klang inne. Die Gitarren klängen metallisch und der Gesang klinge ängstlich. Insgesamt sei die Musik massentauglicher, ruhiger und tanzbarer und benutze ein Schlagzeug, das eher in den Hip-Hop passen würde. Direct Reaction Now! sei hingegen wieder härter, eher dem Metal und Rock zuzurechnen und stark Grunge-beeinflusst, weniger dem Industrial nahe und sei vergleichbar mit Werken von Monster Magnet, Mudhoney und Speedball.
Holger Stratmann vom Rock Hard bezeichnete die Musik von State Voodoo/State Control als eine Mischung aus Biohazard, Fear Factory und Ministry bzw. aus Hardcore Punk, Metal und Industrial, die sich stark auf den Groove fixiere. Insgesamt sei die EP „ein Muß für die DJs und Freunde zeitgemäßer Musik“. Ein paar Ausgaben später rezensierte Stratmann Suffersystem. Die Band binde hierauf „Hardcore-Elemente in ein groovendes Industrialgewand mit ratternden Synthies und sicken Percussioneinsätzen“, wobei die Riffs an Black Sabbath und Corrosion of Conformity erinnern würden. Der Gesang schwanke zwischen Hardcore-Punk-Shouts und Industrial-Gesang. Auch gleite man häufig in Richtung Techno ab. Erneut hob Stratmann die Groovelastigkeit der Songs hervor.
Frank Rummeleit bezeichnete in der Zillo den Stil auf Suffersystem als Crossover, bestehend aus „elektronischen Spielereien, Hardcore sowie Industrial“. So habe man „die verwendeten Stilistiken variieren“ und die Stücke abwechslungsreich gestalten können. Die Band habe sich „seinen Platz neben Ministry, Pantera und Nine Inch Nails verdient“.

## Diskografie
- 1992: Burn (EP, Epidemic Records)
- 1993: Get on with It (Single, BMG)
- 1994: State Voodoo/State Control (EP, D-Tribe Records)
- 1994: Suffersystem (Album, D-Tribe Records)
- 1994: Bastard Is As Bastard Does (Single, D-Tribe Records)
- 1994: Defense Mechanism (Single, BMG)
- 1995: Inside These Walls (Salvaged & Recycled) (Single, BMG)
- 1996:  Pirate Satellite (EP, 45 Revolutions Records)
- 1997: Demo 9-97 (Demo, BMG)
- 1998: Direct Reaction Now! (Album, Doctor Dream Records)
- 1998: Stealth M.F./Gimme a Riot (Single, Doctor Dream Records)